# Princessehof

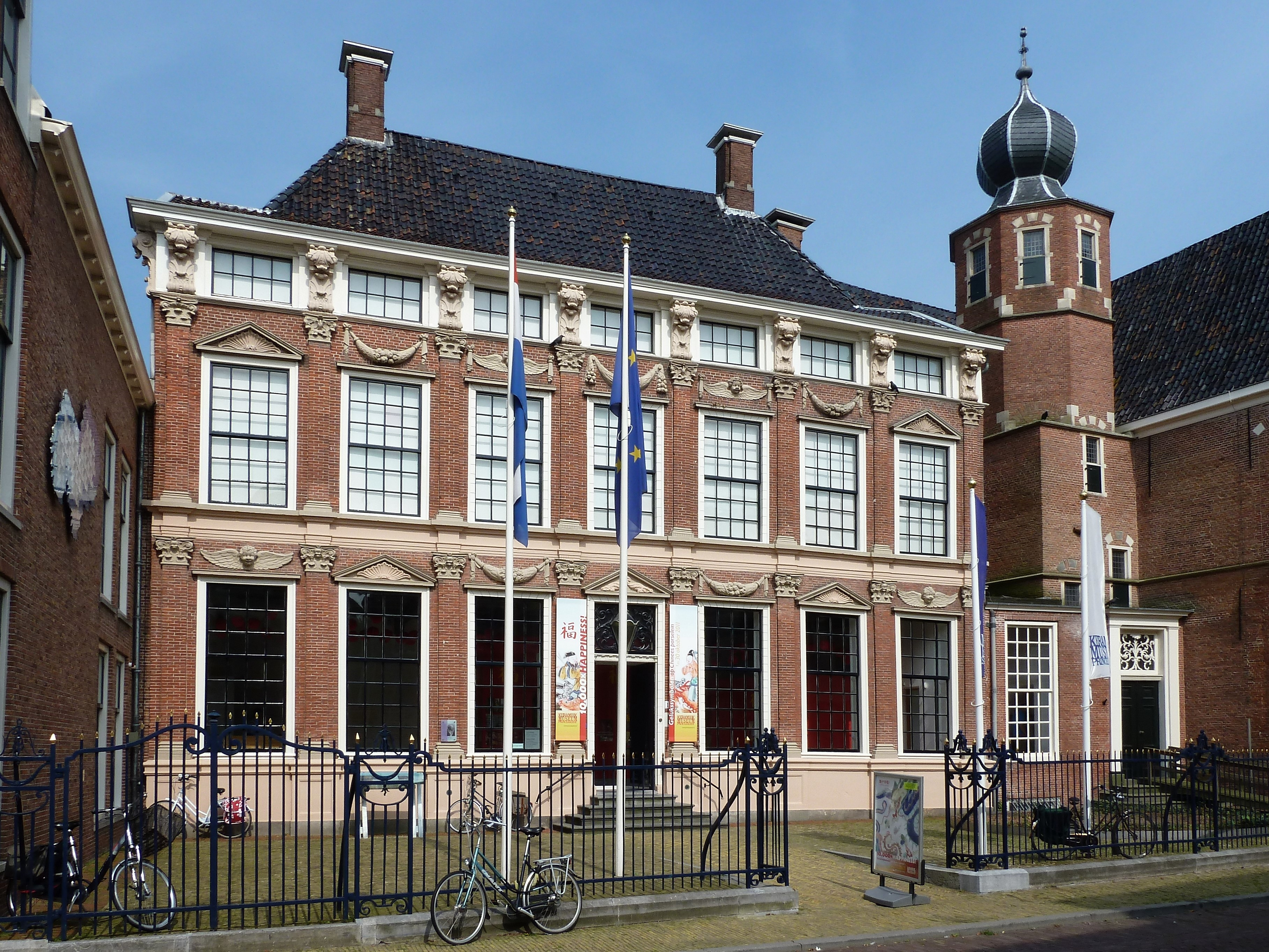
Gebäude des Keramiekmuseum Princessehof in Leeuwarden

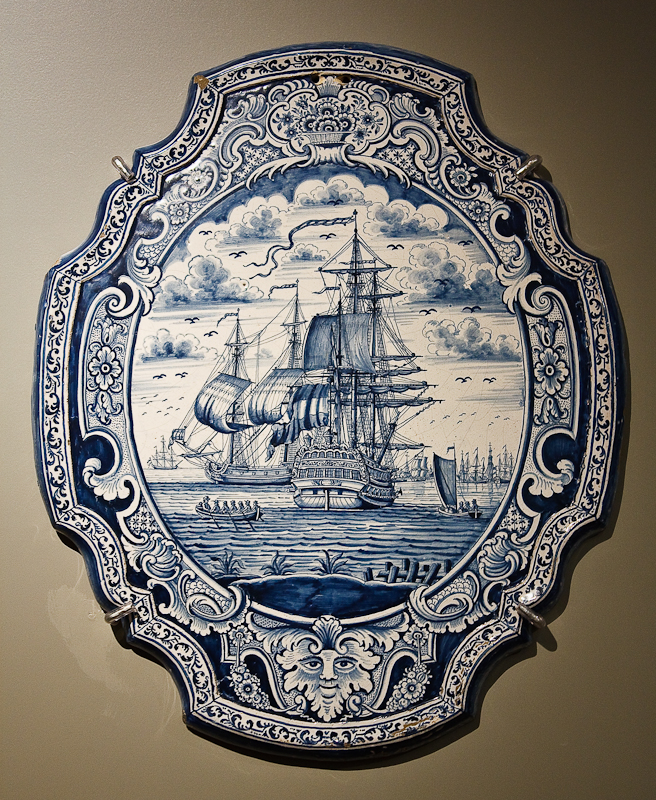
Niederländische Keramik im Keramikmuseum Princessehof

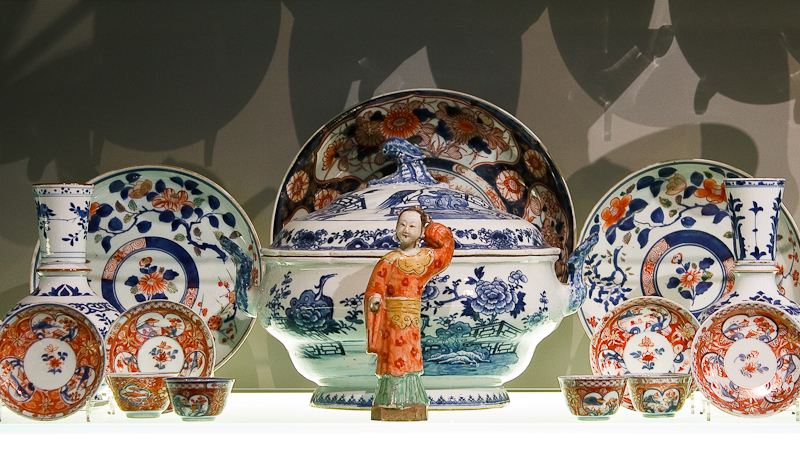
Chinesisches Porzellan im Keramikmuseum Princessehof

Der Princessehof ist ein Museum für Keramik und Porzellan in der niederländischen Stadt Leeuwarden. Das Museum befindet sich in einem barocken Stadtpalast aus dem 17. Jahrhundert, der vormals als Wohnsitz der Prinzessin Marie Luise von Hessen-Kassel diente. 1917 gründete der Notar und Kunstsammler Nanne Ottema in diesem Gebäude das Museum Princessehof. Die gemeinsam mit seiner Frau Grietje Kingma zusammengetragene Sammlung asiatischer Keramiken und Porzellane ist als Leihgabe der Ottema-Kingma-Stiftung Teil der Dauerausstellung des Museums. Ein weiterer Schwerpunkt des Museums sind Arbeiten des niederländischen Jugendstil und Art déco sowie zeitgenössische Objekte, die in der Abteilung europäischer Porzellane und Keramiken zu sehen sind.

## Museum
Der Name des 1693 erbauten Barockgebäudes geht zurück auf Marie Luise von Hessen-Kassel, die Frau des Prinzen Johann Wilhelm Friso von Nassau-Dietz, der als Statthalter Friesland, Groningen und Drenthe regierte. Nach dem Tod ihres Mannes übernahm sie als Regentin für ihren Sohn mehrere Jahre selbst dieses Amt. 1731 erwarb sie das Gebäude in der Grote Kerkstraat, das sie zum Princessehof ausbaute. Ihre Keramiksammlung bildet den Grundstock des heutigen Museums und ist in der Nassaukamer, einem Period Room im Stil des Barock, zu sehen. Das Gebäude ist später in drei Häuser geteilt worden. Im mittleren Haus kam 1898 der Grafiker M. C. Escher zur Welt. 1917 gründete der Notar Nanne Ottema im Princessehof das Keramikmuseum, das seitdem seine Porzellan- und Keramiksammlung zeigt. Darüber hinaus überließ Ottema, der selbst ein Handbuch über das Sammeln chinesischer Keramik verfasste, dem Museum seine Fachbibliothek mit etwa 15.000 Büchern. Das Museum organisiert zudem regelmäßig Wechselausstellungen.

## Sammlung
Die Sammlung ist seit der Museumsgründung kontinuierlich auf etwa 35.000 Stücke gewachsen. Die ältesten Ausstellungsstücke sind Chinesische Keramiken aus der Zeit um 3.000 v. Chr. Insgesamt gehört die Abteilung für Chinesisches Porzellan zu den Höhepunkten des Museums. Zu sehen sind insbesondere Porzellane der famille rose, famille verte und famille noire aus der Qing-Dynastie. Weitere Objekte der asiatischen Abteilung stammen aus Japan und der ehemaligen Kolonie Niederländisch-Indien (heute Indonesien). Islamische Keramiken aus dem Iran, aus Syrien und der Türkei sind ein weiteres Sammlungsgebiet des Museums.
Vielfältig ist zudem die europäische Abteilung des Museums. Neben englischer Wedgwood-Keramik, italienischer Majolika und Meißener Porzellan finden sich hier Objekte aus Spanien, Frankreich und Portugal. Ein Großteil dieser Abteilung nimmt Porzellan aus den Niederlanden ein. Neben typischen Delfter Fayencen sind hier Stücke des niederländischen Jugendstil und Art déco zu sehen, sowie zeitgenössische Arbeiten von Karel Appel, Bart van der Leck und Lucebert. Weiterhin zeigt das Museum die Originaleinrichtung der Werkstatt des Keramikkünstlers Jan van der Vaart (1931–2000). In der Abteilung für modernes Kunsthandwerk finden sich weiterhin Objekte von Pierre Alechinsky, A. R. Penck und Pablo Picasso.